# Phaenocarpa rossata
Phaenocarpa rossata är en stekelart som beskrevs av Fischer 1974. Phaenocarpa rossata ingår i släktet Phaenocarpa och familjen bracksteklar. Inga underarter finns listade i Catalogue of Life.